# Alberto Mancini
Alberto César Mancini (ur. 20 maja 1969 w Buenos Aires) – argentyński tenisista i trener tenisa, reprezentant w Pucharze Davisa, olimpijczyk z Barcelony (1992).

## Kariera tenisowa
Zawodowym tenisistą był w latach 1987–1994.
Mancini w grze pojedynczej jest zwycięzcą 3 turniejów rangi ATP World Tour i 5–krotnym finalistą imprez tej rangi.
W grze podwójnej wygrał 4 zawody ATP World Tour oraz uczestniczył w 2 finałach.
W latach 1989–1993 Mancini reprezentował Argentynę w Pucharze Davisa, wyłącznie w meczach gry pojedynczej. Bilans zawodnika w turnieju wynosi 8 zwycięstw i 7 porażek.
W 1992 zagrał w konkurencji singla na igrzyskach olimpijskich w Barcelonie przegrywając w 1 rundzie z Amerykaninem Michaelem Changiem.
W rankingu gry pojedynczej najwyżej był na 8. miejscu (9 października 1989), a w klasyfikacji gry podwójnej na 79. pozycji (7 sierpnia 1989).

### Finały w turniejach ATP World Tour
| Legenda                                      |
| -------------------------------------------- |
| Wielki Szlem                                 |
| Igrzyska olimpijskie                         |
| Tennis Masters Cup / ATP Finals              |
| ATP Masters Series / ATP Tour Masters 1000   |
| ATP International Series Gold / ATP Tour 500 |
| ATP International Series / ATP Tour 250      |

#### Gra pojedyncza (3–5)
| Końcowy wynik | Nr | Data             | Turniej     | Nawierzchnia | Przeciwnik        | Wynik finału            |
| ------------- | -- | ---------------- | ----------- | ------------ | ----------------- | ----------------------- |
| Zwycięzca     | 1. | 12 czerwca 1988  | Bolonia     | Ceglana      | Emilio Sánchez    | 7:5, 7:6                |
| Zwycięzca     | 2. | 30 kwietnia 1989 | Monte Carlo | Ceglana      | Boris Becker      | 7:5, 2:6, 7:6, 7:5      |
| Zwycięzca     | 3. | 21 maja 1989     | Rzym        | Ceglana      | Andre Agassi      | 6:3, 4:6, 2:6, 7:6, 6:1 |
| Finalista     | 1. | 19 maja 1991     | Rzym        | Ceglana      | Emilio Sánchez    | 3:6, 1:6, 0:3 krecz     |
| Finalista     | 2. | 14 lipca 1991    | Båstad      | Ceglana      | Magnus Gustafsson | 1:6, 2:6                |
| Finalista     | 3. | 21 lipca 1991    | Stuttgart   | Ceglana      | Michael Stich     | 6:1, 6:7(9), 4:6, 2:6   |
| Finalista     | 4. | 22 marca 1992    | Miami       | Twarda       | Michael Chang     | 5:7, 5:7                |
| Finalista     | 5. | 26 lipca 1992    | Kitzbühel   | Ceglana      | Pete Sampras      | 3:6, 5:7, 3:6           |

#### Gra podwójna (4–2)
| Końcowy wynik | Nr | Data                | Turniej       | Nawierzchnia | Partner            | Przeciwnicy                           | Wynik finału  |
| ------------- | -- | ------------------- | ------------- | ------------ | ------------------ | ------------------------------------- | ------------- |
| Finalista     | 1. | 8 maja 1988         | Monachium     | Ceglana      | Christian Miniussi | Rick Leach Jim Pugh                   | 6:7, 1:6      |
| Zwycięzca     | 1. | 14 sierpnia 1988    | Saint-Vincent | Ceglana      | Christian Miniussi | Paolo Canè Balázs Taróczy             | 6:4, 5:7, 6:3 |
| Finalista     | 2. | 2 października 1988 | Palermo       | Ceglana      | Christian Miniussi | Carlos di Laura Marcelo Filippini     | 2:6, 0:6      |
| Zwycięzca     | 2. | 16 lipca 1989       | Boston        | Ceglana      | Andrés Gómez       | Todd Nelson Phillip Williamson        | 7:6, 6:2      |
| Zwycięzca     | 3. | 17 września 1989    | Genewa        | Ceglana      | Andrés Gómez       | Mansur Bahrami Guillermo Pérez Roldán | 6:3, 7:5      |
| Zwycięzca     | 4. | 22 kwietnia 1990    | Nicea         | Ceglana      | Yannick Noah       | Marcelo Filippini Horst Skoff         | 6:4, 7:6      |

## Kariera trenerska
Alberto Mancini pracował z kilkoma tenisistami jako trener. Wśród prowadzonych przez niego graczy byli Mariano Puerta, Guillermo Coria (sezon 2003 do lutego 2004), Nicolás Lapentti (sezon 2004).
Od końca 2004 do końca 2008 pełnił funkcję kapitana reprezentacji Argentyny w Pucharze Davisa. W tym czasie zespół z Ameryki Południowej osiągnął w 2006 i 2008 finały, przegrywając z Rosją, a potem z Hiszpanią.